# Penuel Krzywy Róg
Penuel Krzywy Róg (ukr. Християнський футбольний клуб «Пенуел» (Кривий Ріг), Chrystyjanśkyj Futbolnyj Kłub "Penueł" (Krywyj Rih)) – ukraiński klub piłkarski z siedzibą w mieście Krzywy Róg, w środku kraju, grający od sezonu 2025/26 w Druhiej-lidze.

## Historia
Chronologia nazw:
- 2005: Penuel Krzywy Róg (ukr. ХФК «Пенуел» (Кривий Ріг))

Klub piłkarski Penuel został założony w Krzywym Rogu w 2005 roku jako chrześcijański projekt społeczno-sportowy oparty na inicjatywie społecznej Penuel przy wsparciu lokalnej społeczności prawosławnej. Nazwa klubu pochodzi od słowa Penuel, które pochodzi z Biblii i oznacza „spotkanie z Bogiem twarzą w twarz”. Początkowo drużyna składała się tylko z jednej grupy, ale w latach 2006–2007 w klubie trenowało ponad 200 dzieci i dorosłych w różnym wieku, w tym drużyna kobieca i sekcje dziecięce od 3. roku życia.
W latach 2018–2022 zespół regularnie brał udział w Superlidze Mistrzostw obwodu Dniepropietrowskiego, a w sezonie 2021/22 juniorska drużyna klubu zadebiutowała w Pierwszej Lidze Mistrzostw Ukrainy wśród drużyn U-19.
W sezonie 2023/24 zespół debiutował w amatorskich mistrzostwach Ukrainy. W kolejnym sezonie ponownie startował w amatorskich mistrzostwach, zajmując ósme miejsce w grupie 2.
Latem 2025 roku klub zgłosił się do rozgrywek Druhiej Lihi i otrzymał status profesjonalny<.

## Barwy klubowe, strój, herb, hymn
|  |  |

Klub ma barwy niebiesko-białe. Piłkarze domowe spotkania zazwyczaj grają w niebieskich koszulkach, granatowych spodenkach oraz niebieskich getrach.
Na godle klubu przedstawiony stylizowany lew pośrodku niebiesko-białej tarczy, symbolizujący chrześcijańskie wartości drużyny. Według prezesa klubu, lew jest ważnym symbolem biblijnym. Mówi on, że ten, kto opowiada się za sprawiedliwością, jest pewny siebie jak lew.

## Sukcesy

### Trofea międzynarodowe
Do chwili obecnej klub jeszcze nigdy nie zakwalifikował się do rozgrywek europejskich.

### Trofea krajowe
| \| \| Zdobyte trofea w rozgrywkach Ukrainy (stan na: 31-05-2025) \| |                                                            |      |          |
| Rozgrywki                                                           | Osiągnięcie                                                | Razy | Sezon(y) |
| · Mistrzostwo                                                       | I miejsce                                                  | 0    |          |
| · Mistrzostwo                                                       | II miejsce                                                 | 0    |          |
| · Mistrzostwo                                                       | III miejsce                                                | 0    |          |
| Puchar                                                              | zdobywca                                                   | 0    |          |
| Puchar                                                              | finalista                                                  | 0    |          |
| Puchar                                                              | 1/? finału                                                 | 1    | 2025/26  |
| II liga                                                             | I miejsce                                                  | 0    |          |
| II liga                                                             | II miejsce                                                 | 0    |          |
| II liga                                                             | III miejsce                                                | 0    |          |
| Ukraina                                                             | Zdobyte trofea w rozgrywkach Ukrainy (stan na: 31-05-2025) |      |          |

- Druha liha (D3):
  - ?.miejsce (1x): 2025/26

## Poszczególne sezony

### Rozgrywki międzynarodowe

#### Europejskie puchary
Nie uczestniczył w rozgrywkach europejskich.

### Rozgrywki krajowe
| \| Ukraina \| Bilans występów klubu w rozgrywkach piłkarskich Ukrainy (Stan na 31 maja 2025 r.) \| \| |                                                                                   |        |       |   |   |   |    |    |     |            |        |        |      |
| Poziom                                                                                                | Rozgrywki                                                                         | Sezony | Mecze | Z | R | P | B+ | B– | Pkt | Lata       | Awanse | Spadki | Naj. |
| I | Wyszcza liha / Premier-liha                                                       | 0      |       |   |   |   |    |    |     |            | 0      | 0      |      |
| II | Persza liha                                                                       | 0      |       |   |   |   |    |    |     |            |        |        |      |
| III                                                                                                   | Druha liha                                                                        | 1      |       |   |   |   |    |    |     | od 2025/26 | 0      | 0      | ?    |
| IV | Amatorska liha                                                                    | 2      |       |   |   |   |    |    |     | 2023–2025  | 1      | 0      | 8    |
| | Puchar Ukrainy                                                                    | 1      |       |   |   |   |    |    |     | od 2025/26 | 0      | 0      | 1/?  |
| Ukraina                                                                                               | Bilans występów klubu w rozgrywkach piłkarskich Ukrainy (Stan na 31 maja 2025 r.) |        |       |   |   |   |    |    |     |            |        |        |      |

## Piłkarze, trenerzy, prezydenci i właściciele klubu

### Piłkarze

#### Aktualny skład zespołu
Stan na 1 lipca 2025.
| Nr | Poz. | Piłkarz             |
| -- | ---- | ------------------- |
| 14 | PO   | Władysław Pyłypenko |
| 20 | OB   | Ołeksij Laszczenko  |
| 22 | OB   | Nazar Bajruk        |
| 25 | PO   | Wiktor Biłokoń      |
|    | PO   | Ołeksandr Markewycz |

### Trenerzy
- od 2023:  Ołeksandr Zełenski

### Prezydenci
- od 2005:  Julij Morozow

## Struktura klubu

### Stadion
Drużyna rozgrywa swoje mecze domowe w Krzywym Rogu na stadionie Switło, który może pomieścić 500 widzów. W 2018 roku, dzięki kampanii crowdfundingowej, klub kupił stadion w opłakanym stanie i rozpoczął jego odbudowę.

## Kibice i rywalizacja z innymi klubami

### Derby
- Krywbas Krzywy Róg
- Hirnyk Krzywy Róg